# NGC 3212
NGC 3212 في الفهرس العام الجديد، هي مجرة، تقع في كوكبة التنين. اكتشفت في 26 سبتمبر 1802 بواسطة ويليام هيرشل.

## روابط خارجية
- NGC 3212 على موقع ويكي سكاي: DSS2, SDSS, GALEX, IRAS, Hydrogen α, X-Ray, Astrophoto, Sky Map, Articles and images